# درخت دویست ساله دیو ایوانز

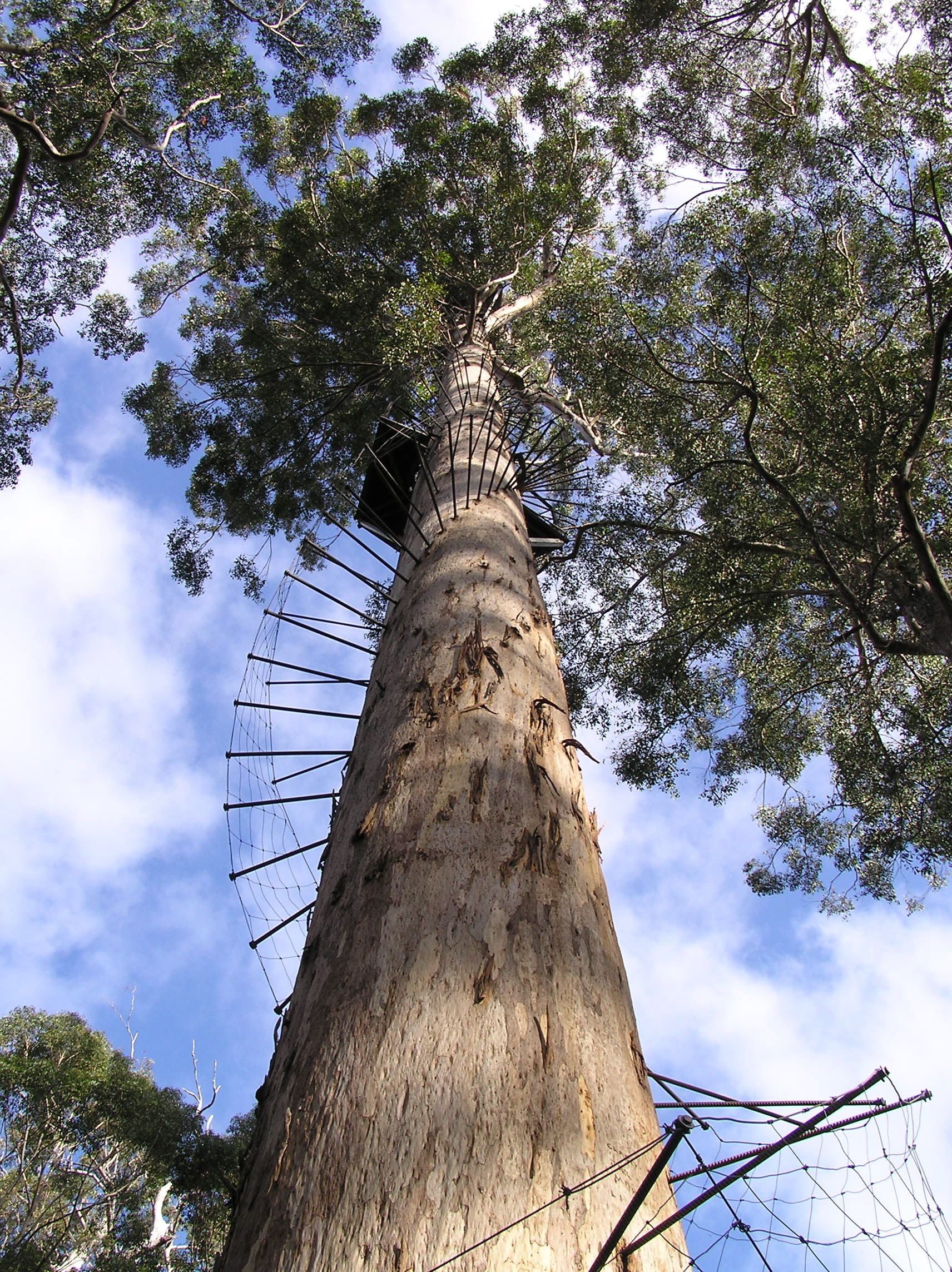
درخت دویست ساله

درخت دویست ساله دیو ایوانز، یک درخت کری ۷۵ متری (۲۴۶ فوت) برای بالا رفتن برای جشن دویستمین سالگرد استرالیا در سال ۱۹۸۸ میخکوب شد. این درخت در پارک ملی وارن در جنوب غربی استرالیا قرار دارد. اگرچه از آن به عنوان دیدبان آتش استفاده می‌شده‌است، اما عمدتاً به عنوان یک جاذبه گردشگری استفاده می‌شود. با بالا رفتن از ۱۶۵ میخ فلزی که در تنه درخت کوبیده شده‌اند، به سکوی دیدبانی می‌رسید.
درخت دویست ساله یکی از سه درخت تماشاگر است، همراه با درخت الماس و گلاستر، دیو ایوانز و گلاستر توسط گردشگران قابل بالا رفتن هستند، اما درخت الماس در سال ۲۰۱۹ بسته شد. هر سه درخت در نزدیکی پمبرتون، استرالیای غربی قرار دارند.

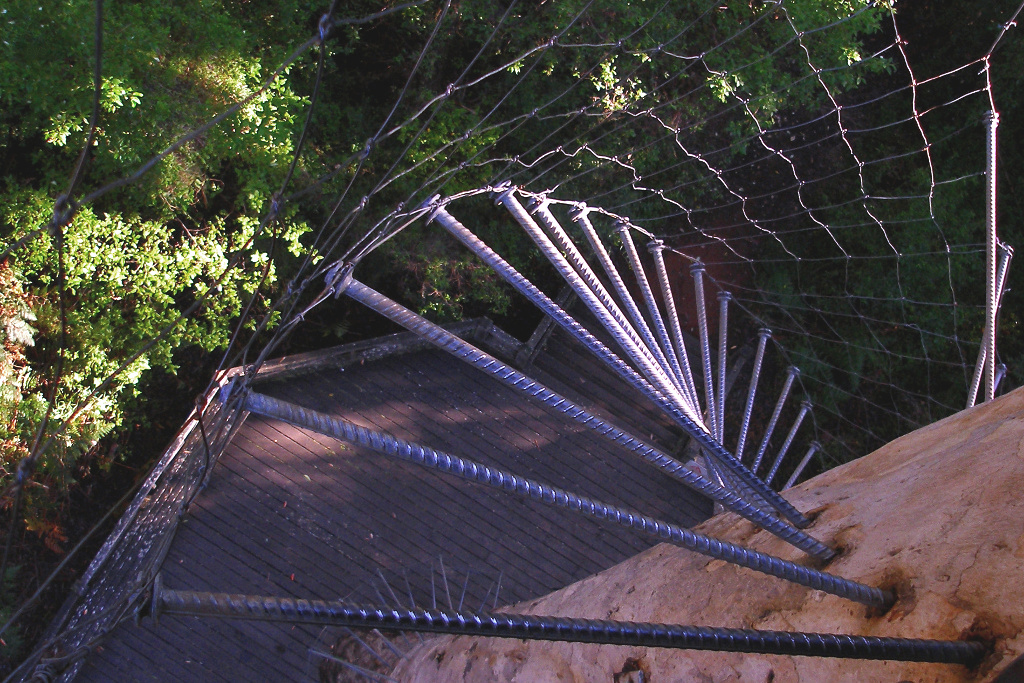
با نگاه کردن به میخ‌های کوهنوردی تقریباً در نیمه راه به سمت بالا

این درخت به افتخار سیاستمدار محلی دیو ایوانز نامگذاری شد.